# 横纹薹草
横纹薹草（学名：Carex nugata）是莎草科薹草属的植物。分布于日本以及中国大陆的福建、安徽等地，多生长在山坡林缘或路边，目前尚未由人工引种栽培。